# Giovanna Fletcher
Pour les articles homonymes, voir Fletcher.
Giovanna Fletcher (née Falcone ; née le 29 janvier 1985) est une auteur, actrice, blogueuse, vloggeuse et présentatrice anglaise. Depuis mars 2019, elle présente la série CBeebies The Baby Club . En décembre 2020, elle a remporté la vingtième saison de I'm a Celebrity… Get Me Out of Here!.

## Jeunesse
Falcone est né à Essex le 29 janvier 1985. Fille d'un père italien, Mario, et d'une mère argentine, Kim Falcone. Elle a deux frères et sœurs: Giorgina et Mario Falcone. Elle a fréquenté l'école des arts de la scène Sylvia Young Theatre School à Londres, puis le Rose Bruford College of Theatre and Performance.

## Carrière

### Télévision et cinématographie
Fletcher est apparue à l'écran plusieurs fois, y compris dans un rôle non crédité dans le film The Boat That Rocked, ainsi qu'en tant qu'invité sur Loose Women et en tant que concurrent sur All Star Mr &amp; Mrs. Plus récemment, elle est apparue en tant que présentatrice du Baby Club sur CBeebies  . Elle a fait des apparitions dans l'émission télévisée matinale Lorraine de la chaîne ITV depuis 2015, y compris en tant que présentatrice d'un segment pour l'émission nommée Take 5. En novembre 2020, elle a commencé à participer à la vingtième saison de I'm a Celebrity… Get Me Out of Here!. Au bout 20 jours elle est déclarée vainqueur. 

### Œuvres littéraires
La carrière d'écrivaine de Fletcher a commencé avec un projet satirique inédit intitulé Dating McFly is for Dummies. Avant de devenir auteur, Fletcher a écrit pour plusieurs magazines, dont une expérience chez Heat, où elle a rédigé des critiques de livres ainsi que des copies pour leur site internet, et enfin un stage au magazine Bliss. Fletcher a également travaillé pour le magazine Recognise Magazine.  Elle a également un article de blog régulier sur le site internet du magazine Hello!.
Grâce à son travail sur son blog ainsi qu'à ses critiques de livres, Fletcher a établi des contacts avec des auteurs et des littéraires lors d'événements littéraires. C'est lors d'un de ces événements que Fletcher s'est entretenu avec la romancière Dorothy Koomson, et c'est cette conversation cruciale qui a poussé Fletcher à écrire son propre livre. Le premier roman de Fletcher, Billy and Me, a été publié en mai 2013, suivi de You're the One That I Want en mai 2014. Son troisième roman Dream a Little Dream a été publié en juin 2015 et un quatrième, Always with Love, a suivi en juin 2016. En 2017, elle a publié son premier livre non romanesque, Happy Mum, Happy Baby: My Adventures in Motherhood[réf. nécessaire].

### Musique
Fletcher a démontré ses performances musicales dans diverses vidéos postées sur la chaîne YouTube de son mari, Tom Fletcher. Elle a participé à des reprises en duo des titres How Do You Like Your Eggs In the Morning?, It Ain't Me Babe, L-O-V-E, You've Really Got a Hold on Me, Moon River, Love Is on the Radio (en) et Tonight You Belong to Me. dans une série nommée Me & Mrs F.
La plupart de ces reprises ont comptabilisé près d'un demi-million de vues chacune, avec entre autres Love Is on the Radio qui a accumulé 1,_ million de vues en 3 ans environ.
En décembre 2016, elle a fait ses débuts en concert professionnel, chantant sur scène dans le West End de Londres dans A Christmas Carol d'Alan Menken au Lyceum Theatre. En décembre 2017, elle a joué dans l'adaptation en livre musical du roman de son mari Tom Fletcher, The Christmasaurus, aux côtés de Tom, Carrie Hope Fletcher, Harry Judd et Matt Willis.

## Vie privée
Le 18 avril 2011, Fletcher s'est fiancée à Tom Fletcher. Il lui a fait sa proposition à l'école de théâtre Sylvia Young où ils se sont rencontrés pour la première fois à 13 ans. La venue de leur premier enfant a annoncé sur leur chaîne Youtube dans une vidéo intitulée We Have Some News sortie le 29 octobre 2013. Leur fils Buzz Michelangelo Fletcher est né le 13 mars 2014. Le 3 septembre 2015, ils ont annoncé qu'ils attendaient leur deuxième enfant. Le 16 février 2016, leur deuxième fils Buddy Bob Fletcher est né. Le 3 mars 2018, ils ont annoncé qu'ils attendaient un troisième enfant. Le 24 août 2018, ils ont accueilli leur troisième fils, Max Mario Fletcher[réf. nécessaire].